# Ádám Horváth
Ádám Horváth (ur. 14 lipca 1981) – węgierski szachista, arcymistrz od 2002 roku.

## Kariera szachowa
W latach 1993–2001 wielokrotnie reprezentował Węgry na mistrzostwach świata i Europy juniorów w różnych kategoriach wiekowych, największy sukces odnosząc w 2000 r. w Avilés, gdzie zdobył tytuł mistrza Europy do 20 lat. Był również wielokrotnym medalistą mistrzostw kraju juniorów, m.in. srebrnym (1995, do 14 lat), złotym (1996, do 16 lat) oraz brązowym (1997, do 16 lat).
W 2006 r. wystąpił w narodowej drużynie na szachowej olimpiadzie w Turynie, na której węgierscy szachiści zajęli V miejsce. W 2007 r. zdobył w Budapeszcie tytuł wicemistrza kraju, w finale turnieju rozegranego systemem pucharowym przegrywając z Ferencem Berkesem.
Odniósł szereg sukcesów w turniejach międzynarodowych, m.in.:
- II m. w Koszegu (1997, za Arturem Koganem),
- dz. I m. w Paksie (1998, wspólnie z Dmitrijem Bunzmannem),
- dz. II m. w Groningen (1999, za Albertem Bokrosem(inne języki), wspólnie z m.in. Davidem Navarą, Andrijem Wołokitinem i Zacharem Jefimienko),
- dz. I m. w Szentgotthárdzie (2001, wspólnie z Humpy Koneru),
- dz. II m. w Budapeszcie (2001, turniej First Saturday FS02 GM, za Heikki Kallio, wspólnie z Alexem Sherzerem),
- dz. I m. w Zalakaros (2002, wspólnie z Attilą Grószpéterem i Józsefem Horváthem),
- II m. w Balatonlelle (2002, za Péterem Ácsem),
- dz. I m. w Condomie (2003, wspólnie z Logmanem Guliewem, Józsefem Pintérem i Albertem Bokrosem),
- I m. w Harkanach (2003),
- I m. w Balatonlelle (2004),
- dz. I m. w Davos (2004, wspólnie z Matthew Turnerem i Aleksandrem Czerniajewem),
- dz. I m. w Harkanach (2004, wspólnie z Levente Vajdą i Attilą Czebe),
- dz. II m. w Brumath (2004, za Zoltánem Vargą, wspólnie z m.in. Miłko Popczewem i Stanisławem Sawczenko),
- dz. I m. w Balaguerze (2005, wspólnie z Władimirem Bakłanem, Aleksandrem Delczewem i Siergiejem Zagrebelnym),
- II m. w Balatonlelle (2007, za Laszlo Gondą),
- dz. I m. w Metz (2009, wspólnie z Friso Nijboerem i Namigiem Guliewem).

Najwyższy ranking w dotychczasowej karierze osiągnął 1 kwietnia 2005 r., z wynikiem 2555 punktów zajmował wówczas 9. miejsce wśród węgierskich szachistów.